# Ludwig II van Beieren
Ludwig Otto Friedrich Wilhelm von Wittelsbach (Slot Nymphenburg bij München, 25 augustus 1845 – in de Würmsee, tegenwoordig Starnberger See, bij het Slot Berg, Berg, 13 juni 1886), bijgenaamd de Sprookjeskoning (Duits: der Märchenkönig), was van 1864 tot 1886 koning van Beieren. In Nederlandstalige literatuur wordt hij ook naar zijn exoniem Lodewijk II genoemd.  
Hij was de oudste zoon van koning Maximiliaan II en prinses Marie van Pruisen.
Koning Maximiliaan II was zeer streng voor de kleine kroonprins Ludwig en zijn broer. Hij zag zijn kinderen niet vaker dan twee keer per dag. Maximiliaan geloofde in een harde, spartaanse opvoeding, hetgeen op den duur desastreus zou uitpakken voor de beide prinsen. Ludwig groeide op in Slot Hohenschwangau, te midden van neogotiek en oude mythen en onder toezicht van leraren en lakeien.

## Jeugd
Ludwig werd geboren dicht bij München op slot Nymphenburg, als oudste zoon van koning Maximiliaan II van Beieren en koningin Marie van Pruisen. Ludwig had een jongere broer, prins Otto.
Hij leefde in een eeuw waarin Europa alleen werd geregeerd door koningen, die de verantwoordelijkheid over bijna heel Europa hadden. Ludwig kreeg bijna dagelijks te horen wat voor positie hij in de toekomst moest gaan bekleden. Zijn zeer strenge opvoeding was in handen gegeven van leraren, terwijl hij zijn ouders nauwelijks zag. Daardoor ontwikkelde hij geen sterke band met zijn ouders. Een veel betere band had hij met zijn grootvader, koning Lodewijk I.
Ludwig kende in zijn jeugd gelukkige momenten. Hij woonde voor het grootste deel van die periode in het slot Hohenschwangau, niet ver van het stadje Füssen, een kasteel dat zijn vader had aangekocht en grondig had laten verbouwen. Het was gedecoreerd in neogotische stijl met ontelbare fresco’s van historische Duitse verhalen. Hij bezocht met zijn familie ook vaak de Starnberger See, een groot meer in het zuiden van Duitsland. Op achttienjarige leeftijd, in 1863, ontwikkelde hij een sterke vriendschap met zijn adjudant, de knappe prins Paul Maximiliaan Lamoral von Thurn und Taxis (1843-1879), een lid van de rijke en beroemde Beierse familie Thurn und Taxis. De twee jonge mannen reden samen paard, lazen poëzie en speelden scènes uit de opera's van Richard Wagner. De relatie – die, naar sommigen menen, ook seksueel was – kwam tot een einde toen Paul geïnteresseerd raakte in een mooie, jonge vrouw. Ludwig had, later, ook een goede relatie met zijn nicht Elisabeth (Sisi), hertogin in Beieren en later keizerin van Oostenrijk. Beiden hielden ze van natuur en poëzie. Ze hadden ook bijnamen voor elkaar, “de Adelaar” (Ludwig) en “de Zeemeeuw” (Elisabeth). Een rimpeling in de relatie ontstond toen de net aangetreden Ludwig als koning van Beieren de jonge Italiaanse staat erkende. Elisabeth kon zich niet voorstellen dat haar neef zoiets deed, terwijl verschillende leden van de Wittelsbachfamilie (zijzelf als keizerin-gemalin van de heerser over de Noordelijke Italiaanse provincies, haar zuster Marie als koningin der Beide Siciliën) bezittingen in die gebieden hadden.

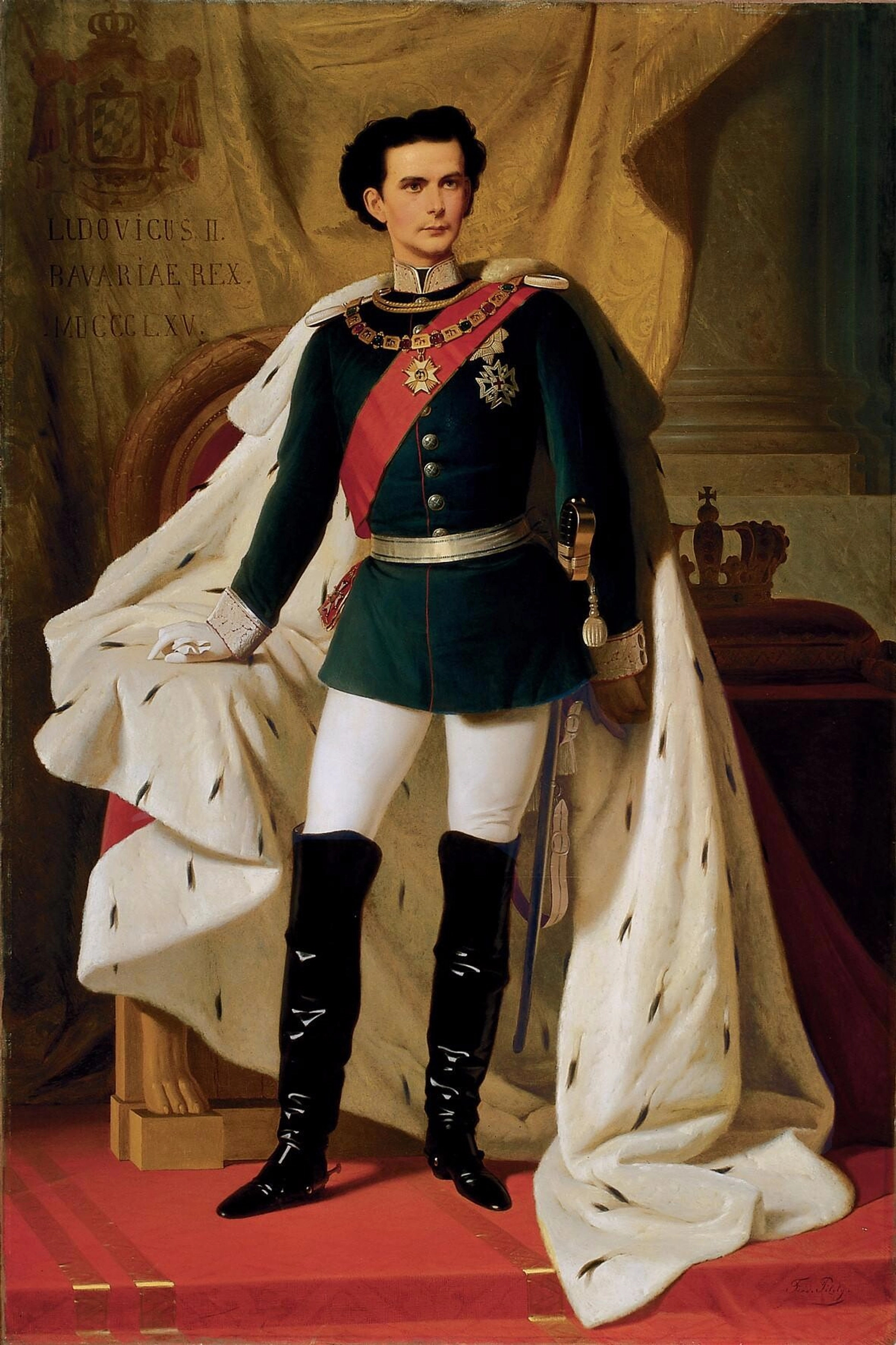
Ludwig II in generaalsuniform en koningsmantel.

## Koning van Beieren
Ludwig besteeg de troon op achttienjarige leeftijd na de plotselinge dood van zijn vader. Hij was een onervaren monarch, verdwaald in legenden en sagen. Het leger had niet zijn interesse, als aanvoerder liet hij zich vertegenwoordigen door zijn broer, terwijl hij in zijn kasteel zat te mijmeren.
Als jonge koning was hij zeer populair; hij gold als een van de mooiste mannen van zijn tijd. De koning was lang en had in elk kasteel een extra groot bed. Ondanks zijn populariteit was hij echter een kluizenaar. Hij vermeed zo veel mogelijk contact met familie en personeel. Als de koning zich verplaatste was het meestal 's nachts; hij was verzot op maanlicht.
De nieuwe koning was altijd al enigszins mensenschuw en onevenwichtig geweest, en naarmate hij langer aan de macht was trok Ludwig zich steeds meer terug in de Alpen, waar hij diverse kostbare sprookjeskastelen liet bouwen. Het beroemdste is het nooit voltooide Slot Neuschwanstein in Hohenschwangau, nu een populaire toeristische attractie. De burcht was een afspiegeling van zijn aanbidding van mythen. Hij had ook veel bewondering voor zijn naamgenoot Lodewijk XIV van Frankrijk en liet dan ook een kopie van het kasteel van Versailles, Slot Herrenchiemsee, bouwen op het eiland Herrenchiemsee in de Chiemsee. Dit slot bleef eveneens onvoltooid en vormt ook een toeristische trekpleister.

## Huwelijk
Ludwig was verloofd met zijn nicht Sophie in Beieren, een jongere zuster van keizerin Elisabeth van Oostenrijk ("Sisi"), maar na de trouwdatum een aantal maal te hebben uitgesteld, blies hij het huwelijk in oktober 1867 uiteindelijk af. De Beierse bevolking was verrast, aangezien er al ettelijke gravures en memorabilia waren gemaakt van het aanstaande koningspaar. Voor Beieren betekende dit een verandering van de erfopvolging. Ludwig zou nooit huwen, laat staan een opvolger schenken aan de dynastie. De echte reden is nooit bekend geworden, wat bijdroeg tot de legende van de sprookjeskoning.
Wereldwijd nemen historici aan dat Ludwig homoseksueel was, waarbij zij zich baseren op brieven van de vorst en memoires van leden van het hof.

## Het einde

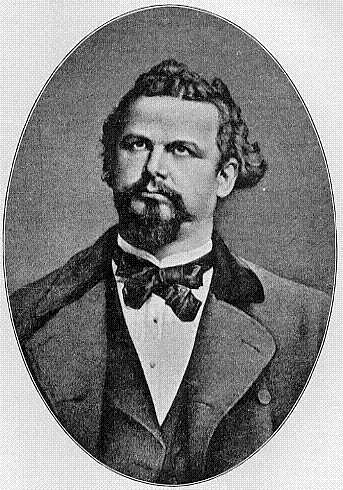
Ludwig rond 1882.

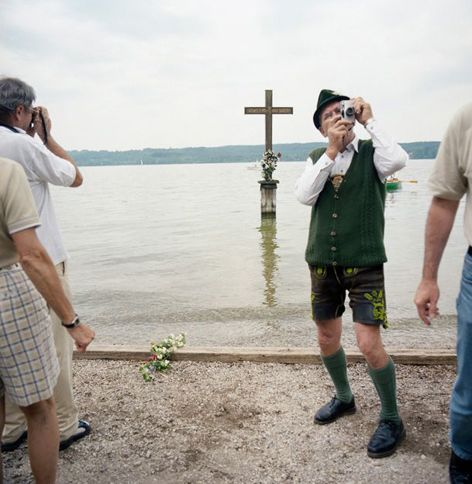
Deelnemers aan de jaarlijkse herdenking bij het kruis op de plaats waar het lichaam van Ludwig II werd gevonden in de Starnberger See

Op het einde van zijn leven liet de regering de koning onbekwaam verklaren. De officiële reden was dat men vanwege zijn excentrieke gedrag dacht dat hij krankzinnig geworden was. In hoeverre deze beschuldiging juist was of gewoon een excuus om de vorst af te kunnen zetten is nog steeds bron van twijfel. Ludwig werd gevangengezet in het Slot Berg. Hoewel hij een uitstekende zwemmer was verdronk hij op 13 juni 1886 – slechts een dag na zijn afzetting – onder mysterieuze omstandigheden in de Starnberger See ten zuiden van München, samen met zijn psychiater Dr. Bernhard von Gudden. De lichamen werden na een zoektocht om 10 uur 's avonds gevonden. Het zakhorloge van Ludwig was blijven staan op 18u54, dat van Gudden echter op 20u10. De officiële verklaring luidde dat Gudden omgekomen was in een poging de zelfmoord van Lodewijk te verhinderen. Deze doodsoorzaak werd echter al snel in twijfel getrokken en vele geruchten en hypotheses gingen de ronde doen, mede doordat de Wittelsbachers hun familiearchief gesloten houden. Nog in 2007 onthulde de kleindochter van een gravin dat zij in het bezit zou zijn van de jas van Ludwig II, die hij droeg toen hij "verdronk". De bewuste jas vertoont twee kogelgaten. De vorst zou zijn omgebracht door huurmoordenaars, ingehuurd door samenzwerende leden van de hofhouding. De lijfarts van de koning, Dr. Schleiß, zou op zijn sterfbed hebben verklaard, dat hij over de doodsoorzaak van de vorst een valse verklaring had afgelegd.
Zeven weken na zijn dood werden de kastelen opengesteld voor het publiek. Bij het meer werd een kapelletje gebouwd en elk jaar wordt op de dag van zijn overlijden een ceremonie ter nagedachtenis gehouden. Zijn praalgraf in de Sint-Michaëlskerk in München is ook een bedevaartsoord, de koning blijft de nationale trots van Beieren.
Ludwig werd opgevolgd door zijn jongere broer, de geesteszieke Otto I. Omdat Otto niet tot regeren in staat was, nam prins-regent Luitpold de honneurs waar. Door de Beierse bevolking werd dit Luitpold aanvankelijk zeer kwalijk genomen. Men kon niet begrijpen dat de populaire koning Ludwig het veld had moeten ruimen en dichtte Luitpold persoonlijke ambities toe. Ook keizerin Elisabeth veroordeelde Luitpold en weigerde ieder contact met hem. Dit leidde zelfs tot enige verwijdering tussen Elisabeth en haar moeder, hertogin Ludovika in Beieren, omdat Ludovika Luitpold steunde. Ook Elisabeths broer, de oogarts Karel Theodoor, koos de zijde van Luitpold, omdat hij meende dat Ludwig II terecht als krankzinnig gediagnosticeerd was. Tussen Elisabeth en haar broer kwam het nooit meer goed.

## Ludwigs kastelen
- Neues Schloss Herrenchiemsee
- Slot Linderhof

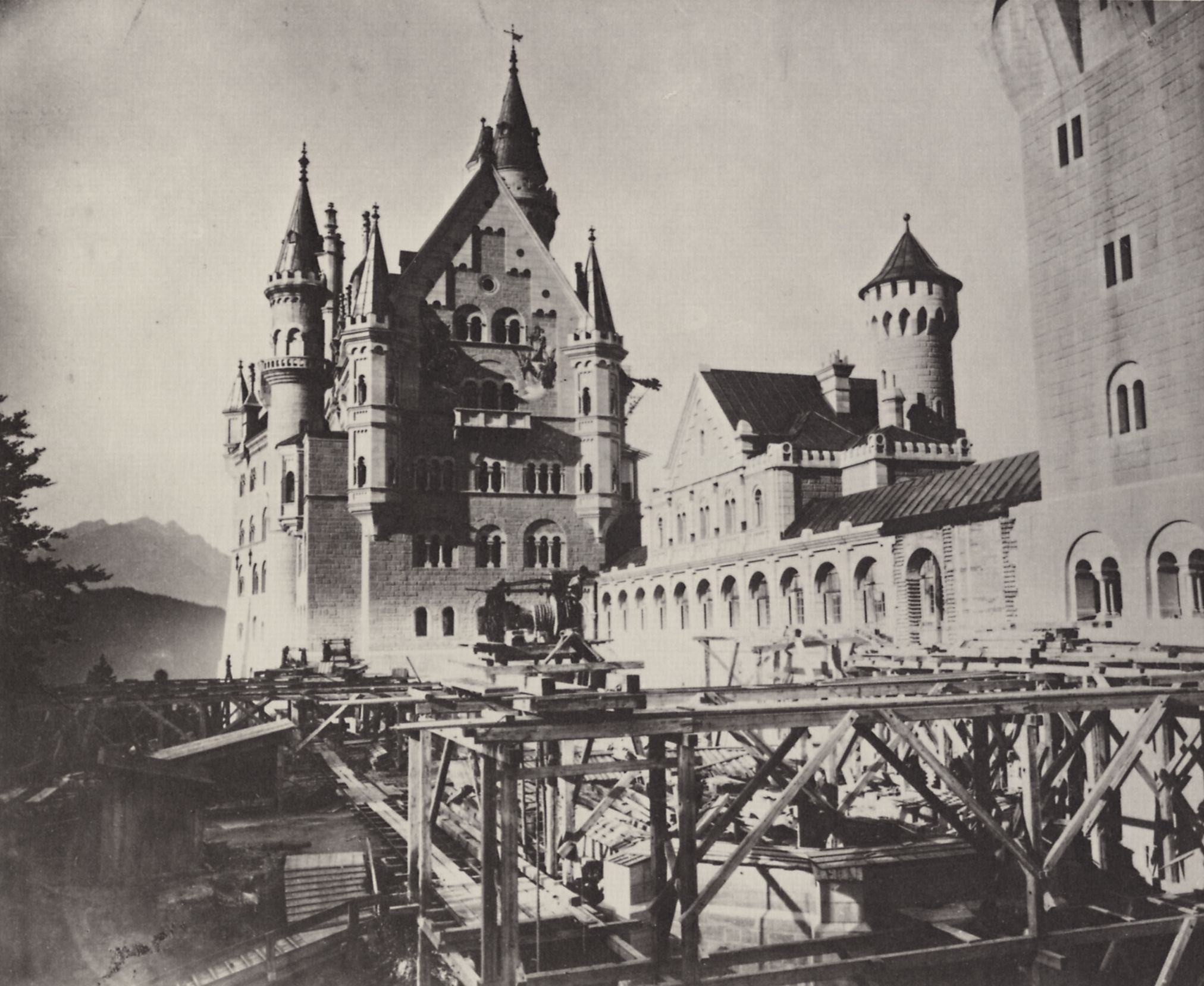
Bouw van het Slot Neuschwanstein

- Slot Neuschwanstein naast zijn vaders kasteel Hohenschwangau.
- Königshaus am Schachen

## Culturele nalatenschap
- Ludwig was een groot aanbidder van componist Richard Wagner en financierde onder andere diens Der Ring des Nibelungen en het Festspielhaus in Bayreuth.Ook financierde hij voor een deel de aankoop van de kavel en de bouw van Richard Wagner's Villa Wahnfried in Bayreuth. De financiering van de bouw van het Bayreuther Festspielhaus werd uiteindelijk door de familie Wagner compleet afgelost.
- Luchino Visconti maakte de film Ludwig (1972) over het leven van Ludwig, met Helmut Berger als Ludwig en Romy Schneider als keizerin Elisabeth, waarin hij de homoseksuele relatie van Ludwig met zijn lakei Richard Hornig duidelijk in beeld brengt.

## Voorouders
| Voorouders van Ludwig II van Beieren (1845-1886) | Voorouders van Ludwig II van Beieren (1845-1886)                                                  | Voorouders van Ludwig II van Beieren (1845-1886)                                                  | Voorouders van Ludwig II van Beieren (1845-1886)                                                           | Voorouders van Ludwig II van Beieren (1845-1886)                                                           | Voorouders van Ludwig II van Beieren (1845-1886)                                             | Voorouders van Ludwig II van Beieren (1845-1886)                                             | Voorouders van Ludwig II van Beieren (1845-1886)                                      | Voorouders van Ludwig II van Beieren (1845-1886)                                      |
| ------------------------------------------------ | ------------------------------------------------------------------------------------------------- | ------------------------------------------------------------------------------------------------- | --- | --- | -------------------------------------------------------------------------------------------- | -------------------------------------------------------------------------------------------- | ------------------------------------------------------------------------------------- | ------------------------------------------------------------------------------------- |
| Overgrootouders                                  | Maximiliaan I Jozef van Beieren (1756-1825) ∞ Augusta Wilhelmina van Hessen-Darmstadt (1765-1796) | Maximiliaan I Jozef van Beieren (1756-1825) ∞ Augusta Wilhelmina van Hessen-Darmstadt (1765-1796) | Frederik van Saksen-Altenburg (1763-1834) ∞ Charlotte Georgine Louise van Mecklenburg-Strelitz (1769-1818) | Frederik van Saksen-Altenburg (1763-1834) ∞ Charlotte Georgine Louise van Mecklenburg-Strelitz (1769-1818) | Frederik Willem II van Pruisen (1744-1797) ∞ 1769 Frederika van Hessen-Darmstadt (1751-1805) | Frederik Willem II van Pruisen (1744-1797) ∞ 1769 Frederika van Hessen-Darmstadt (1751-1805) | Frederik V van Hessen-Homburg (1748-1820) ∞ Caroline van Hessen-Darmstadt (1746-1821) | Frederik V van Hessen-Homburg (1748-1820) ∞ Caroline van Hessen-Darmstadt (1746-1821) |
| Grootouders                                      | Lodewijk I van Beieren (1786-1868) ∞ Theresia van Saksen-Hildburghausen (1792-1854)               | Lodewijk I van Beieren (1786-1868) ∞ Theresia van Saksen-Hildburghausen (1792-1854)               | Lodewijk I van Beieren (1786-1868) ∞ Theresia van Saksen-Hildburghausen (1792-1854)                        | Lodewijk I van Beieren (1786-1868) ∞ Theresia van Saksen-Hildburghausen (1792-1854)                        | Willem van Pruisen (1783-1851) ∞ Marie Anne Amalie van Hessen-Homburg (1785-1846)            | Willem van Pruisen (1783-1851) ∞ Marie Anne Amalie van Hessen-Homburg (1785-1846)            | Willem van Pruisen (1783-1851) ∞ Marie Anne Amalie van Hessen-Homburg (1785-1846)     | Willem van Pruisen (1783-1851) ∞ Marie Anne Amalie van Hessen-Homburg (1785-1846)     |
| Ouders                                           | Maximiliaan II van Beieren (1811-1864) ∞ Marie van Pruisen (1825-1889)                            | Maximiliaan II van Beieren (1811-1864) ∞ Marie van Pruisen (1825-1889)                            | Maximiliaan II van Beieren (1811-1864) ∞ Marie van Pruisen (1825-1889)                                     | Maximiliaan II van Beieren (1811-1864) ∞ Marie van Pruisen (1825-1889)                                     | Maximiliaan II van Beieren (1811-1864) ∞ Marie van Pruisen (1825-1889)                       | Maximiliaan II van Beieren (1811-1864) ∞ Marie van Pruisen (1825-1889)                       | Maximiliaan II van Beieren (1811-1864) ∞ Marie van Pruisen (1825-1889)                | Maximiliaan II van Beieren (1811-1864) ∞ Marie van Pruisen (1825-1889)                |

## Noot
1. ↑  Brigitte Hamann, Elisabeth. Kaiserin wider Willen. München, 1981, 1997. blz 402. e.v.

- Bibsys: 90508956
- Biblioteca Nacional de España: XX1641692
- Bibliothèque nationale de France: cb11913607v (data)
- Catàleg d'autoritats de noms i títols de Catalunya: 981058614949406706
- CiNii: DA10323651
- Gemeinsame Normdatei: 118574892
- International Standard Name Identifier: 0000 0001 2281 0248
- Library of Congress Control Number: n80149571
- Nationale Bibliotheek van Letland: 000220963
- Bibliotheek van het Japanse parlement: 00621028
- Nationale Bibliotheek van Tsjechië: jn20000701095
- Nationale bibliotheek van Australië: 35315554
- Nationale Bibliotheek van Israël: 987007264717605171
- Nationale Bibliotheek van Polen: a0000002524467
- Nederlandse Thesaurus van Auteursnamen: 069548269
- Istituto Centrale per il Catalogo Unico: LO1V146908
- LIBRIS: 409662
- Système universitaire de documentation: 027406946
- Trove: 908761
- Union List of Artist Names: 500225619
- Virtual International Authority File: 64799557
- WorldCat: E39PBJrrxcfJcMfQgCT4bjvrbd